# Clifford Olson
Robert Clifford Olson, född 1 januari 1940 i Vancouver, död 30 september 2011 i Laval i Québec, var en kanadensisk seriemördare som mördade elva barn (åtta flickor och tre pojkar) från november 1980 till juli 1981. Clifford Olson ägnade hela sitt liv åt brott. Morden kallas ibland för Olsonmorden.

## Offer
- Christine Weller, 12 år
- Colleen Marian Daignault, 13 år
- Daryn Todd Johnsrude, 16 år
- Sandra Wolfsteiner, 16 år
- Ada Anita Court, 13 år
- Simon Partington, 9 år
- Judy Kozma, 14 år
- Raymond King II, 15 år
- Sigrun Arnd, 18 år
- Terri Lyn Carson, 15 år
- Louise Chartrand, 17 år